# Nepthys Mons
Nepthys Mons is een berg op de planeet Venus. Nepthys Mons werd in 1991 genoemd naar Nephthys, godin van de onderwereld en de geboorte uit de Egyptische mythologie.
De berg heeft een diameter van 350 kilometer en bevindt zich in het gelijknamig quadrangle Nepthys Mons (V-54), ten westen van de Dione Regio.